# JR西日本283系電車
283系電車（283けいでんしゃ）は、西日本旅客鉄道（JR西日本）の直流特急形車両である。
1996年（平成8年）7月31日に営業運転を開始した。

## 概要
京都・大阪から南紀方面への特急「くろしお」「スーパーくろしお」には国鉄から引き継いだ381系が使用されていたが、高速道路の整備が進められその対抗上、質の高いサービスの提供とさらなるスピードアップなどにより競争力の増強のために開発された。製造は川崎重工業・近畿車輛・日立製作所が担当した。
南紀地方は、関西でも有数のリゾートエリアで観光資源も多くあるため、「リゾート」と「スピード感」を反映させ、JR西日本の車両のグランドコンセプトである「明るく、静かで快適な車両」を基本コンセプトに、以下のデザインコンセプトが取れ入れられた。
1. わくわくするような車両とすること
2. 洗練されたおしゃれな、品のあるリゾートとすること
3. 「スピード感」を感じさせる形状として表現すること

オーシャンアロー（Ocean Arrow）の車両愛称があり、当時は「海と太陽が大好きな列車」のキャッチフレーズがあった。

## 構造

### 車体
本系列は振り子式を採用しているため、曲線通過時の振子角度5度を考慮して車体高および車体幅が若干縮小され、丸みを帯びた形状となっている。車体は普通鋼を使用しているが、海岸を長く走行する為腐食を考慮して屋根と床板にはステンレスが使用されている。また、車体および機器は伯備線への投入を見越した耐寒・耐雪構造となっているが、18両のみで製造が打ち切られたため伯備線へは投入されず、入線実績もない。
基本編成の新宮方先頭車と付属編成のうち1本（HB631編成）の京都方先頭車は非貫通のパノラマ型グリーン車で、そのほかの先頭車両については貫通型となっており、幌は収納式としている。パノラマグリーン車は太平洋沿岸を走る紀勢本線（きのくに線）の特急として相応しいように、イルカをイメージしたデザインの車体となっている。
車体塗装は南紀の海の色をイメージしたオーシャングリーン■と、砂浜を連想させるビーチホワイト■で、側面にはイルカをイメージしたシンボルマークがある。
最高速度は130 km/hで、曲線通過性能についてはJR東海383系電車と並び国内最高の許容カント不足量123 mmを実現しており、半径600 m以上では本則+35 km/hも可能な設計となっているが、営業運転では半径300 m以上で本則+25 km/h、半径500 m以上で本則+30 km/hとなっている。紀勢本線の半径400 mのカーブが連続する区間を100 km/hで走行することが可能である。2016年（平成28年）3月改正までは東海道本線（JR京都線、外側線）で、2021年（令和3年）3月改正までは紀勢本線（きのくに線）の一部区間で130 km/h運転が実施されていた。
種別・行先表示器は221系以来の標準である、種別（列車名）は幕式、行先はLED式となっている。
681系と同じ旋律のミュージックホーンが引き続き採用された。

### 機器類
振り子式による車両の低重心化、左右の重量均等化および床下機器艤装スペースの関係から、電動車両に車両制御装置と補助電源装置、隣接する付随車に空気圧縮機を搭載するM+Tユニットを構成している。
車両制御装置は、223系1000番台 (WPC7)をベースとした、IGBT素子を使用した3レベル電圧形PWMインバータ WPC8 （2000 V/400 A）である。1基の装置中にインバータを5基（主回路部4基+補助電源部1基）搭載し、主回路部はインバータ1基で1台の主電動機を制御する1C1M制御方式を採用している。補助電源部は三相交流440 V/60 Hz、130 kVA の容量を有し、主回路部と同じくIGBTを用いた3レベル電圧形PWMインバータをCVCF制御している。補助電源部が故障した際には主回路用インバータ第4群をCVCF制御することで補助電源のバックアップとしている。
空気圧縮機は、車両制御装置補助電源部出力の三相交流440 V/60 Hzを電源とする往復単動式 WMH3093-WTC2000D をサハ283形・クハ282形に搭載するが、すべての付随車両に空気圧縮機と除湿装置が搭載できるように考慮されている。

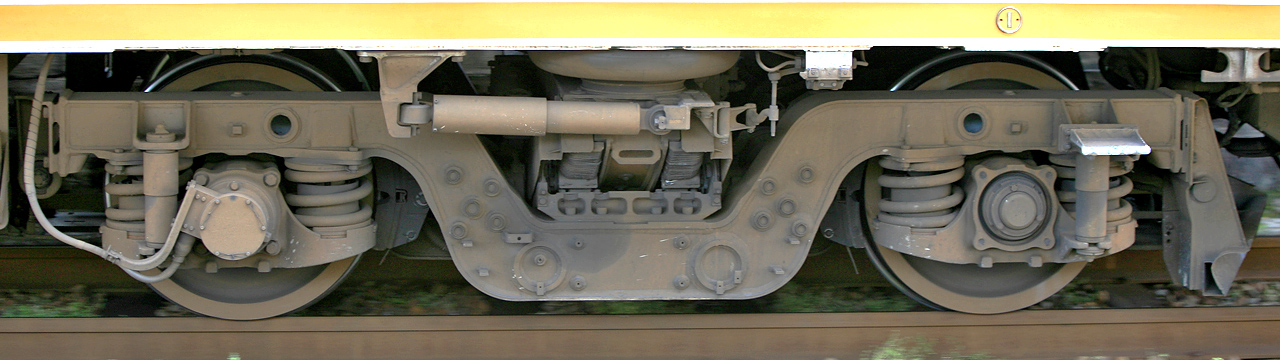
WTR241
（クハ283-501）

集電装置にはJR西日本の在来線電車では初めてシングルアーム式パンタグラフ WPS28 が採用され、モハ283形後位寄りの屋根上に1基搭載される。すでに381系が運転されている線区に投入されることもあり、JR四国8000系電車のように車体傾斜に合わせてパンタグラフの位置や角度を補正する機構は持たない。
台車は振子機能を搭載しており、電動車両は WDT57 を、付随車両は WTR241 を装着している。乗り心地の改善を図るために、381系に倣って振り子式車両として設計されているが、制御式自然振り子機構により曲線形状や曲線通過速度に応じた振子機能の制御が行われているため、乗り心地は381系より改善されている。コロよりも転がり抵抗が半分程度となるベアリングをガイドに使用し、動作をスムーズに行えるようにしている。
軸ばね支持は、円筒積層ゴムとコイルばねの併用、基礎ブレーキは、WDT57がユニットブレーキ、WT。保守の容易化の観点から、けん引装置は1本リンク方式を採用している。乗り心地改善のため、ヨーダンパおよびアンチローリング装置を備えている。
空調設備は WAU305。

### 車内
座席2列あたり窓1枚のレイアウトを採用している。各車両の両端にはLED式の車内案内表示装置が設置されている。
普通車は座席配列は2列+2列でシートピッチは970 mmとなっている。回転式リクライニングシートを装備し、座席モケットはパープル系統とブルー系統の2種類がある。
基本編成の3号車には、太平洋の景色が見渡せるよう、座席が西側向きに固定されたフリースペースの展望ラウンジが設置されており、海側には1人掛けの座席が4席、山側には2人掛けのソファーが2つ設置され、自動販売機もある。このため、3号車の4号車寄りには乗降用ドアがない。
グリーン車は座席配列は1列+2列としているが、振り子式であり車体重心のバランスをとる目的で、座席配列は中央で入れ替えている。シートピッチは1,160 mmで、これは681系・281系と同等である。ブラウン系統でまとめられており、普通車と同じく回転式リクライニングシートを装備しているほか、枕も装備している。また、肘掛部分にはテーブルが収納されており、引き出して使用することが可能である。床の絨毯には「OCEAN ARROW」と記された模様がある。
製造当初は、グリーン車には座席配置が入れ替わる中間の部分に喫煙席と禁煙席を分離する仕切りがあり、乗務員室側を喫煙席、デッキ側を禁煙席として使用する予定であったが、「禁煙席に煙草の煙が流れ込む」と苦情があったため、グリーン車はのち全席禁煙とした。これにより1998年（平成10年）10月から12月にかけて仕切りは撤去された。

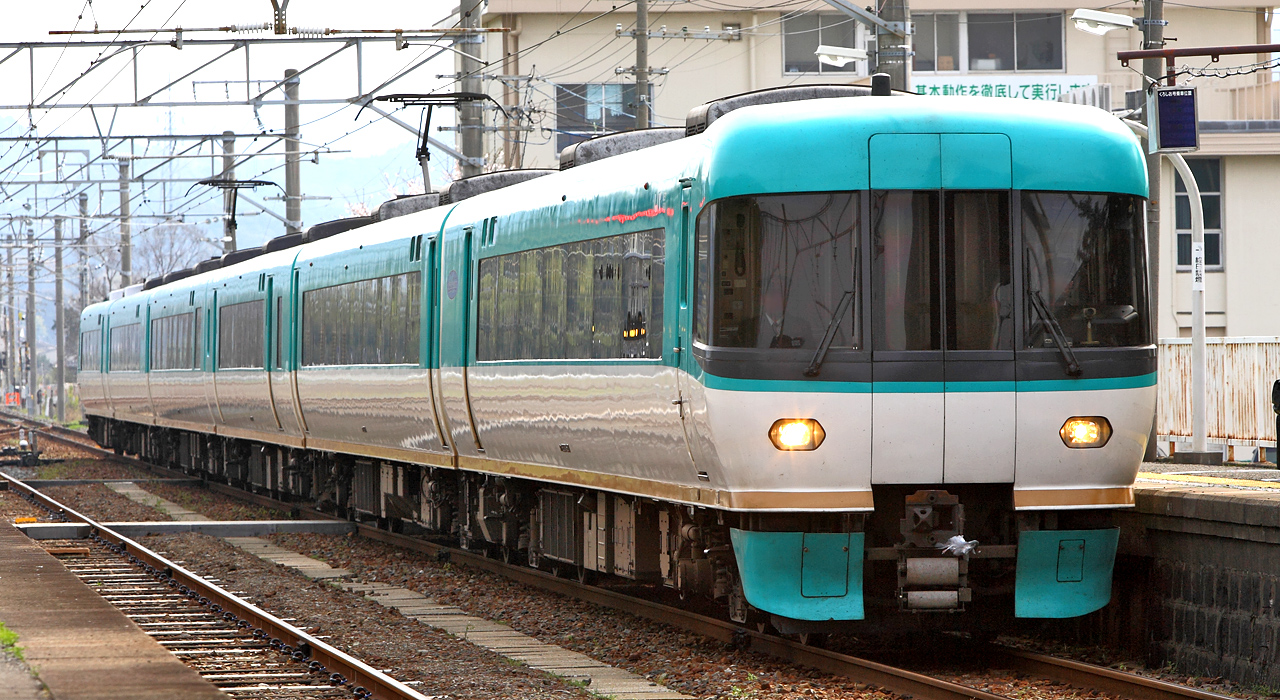
貫通型先頭車
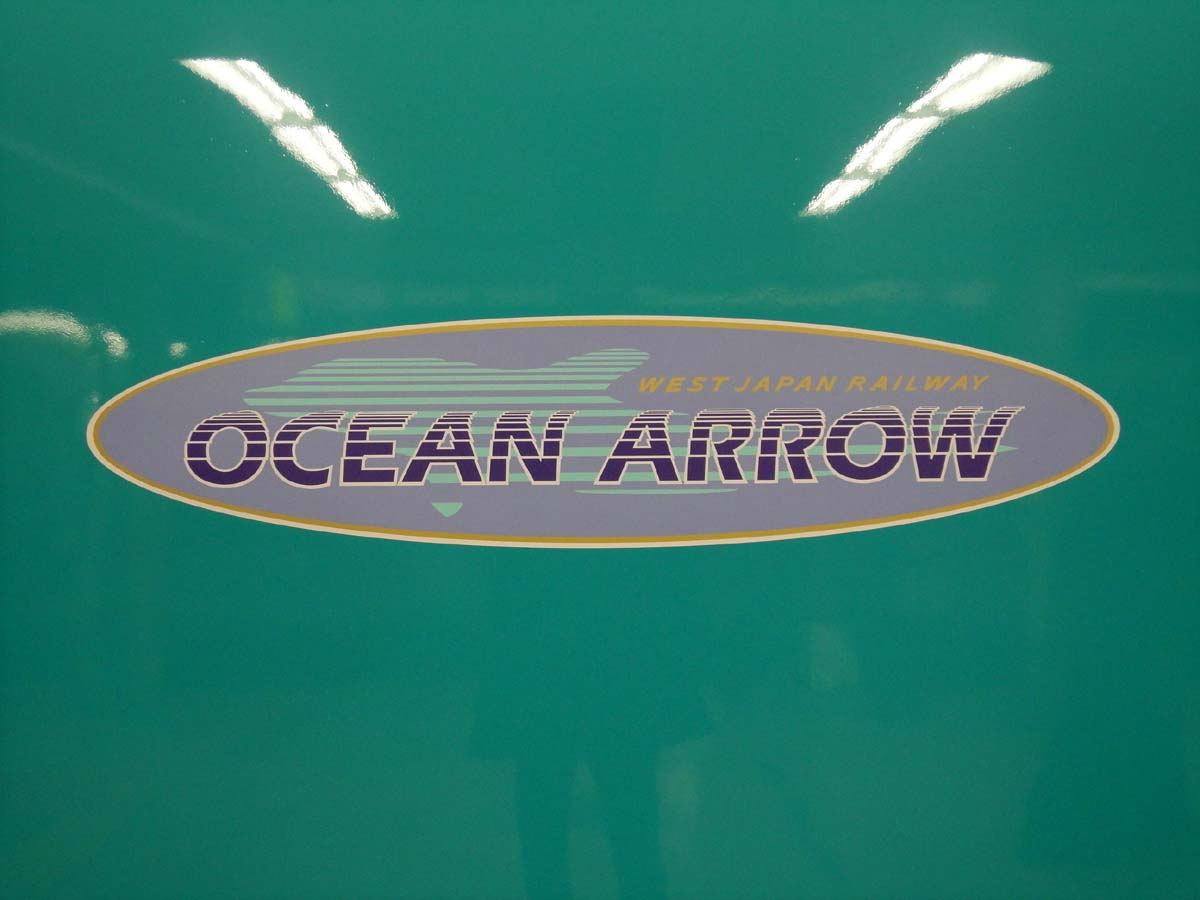
ロゴマーク
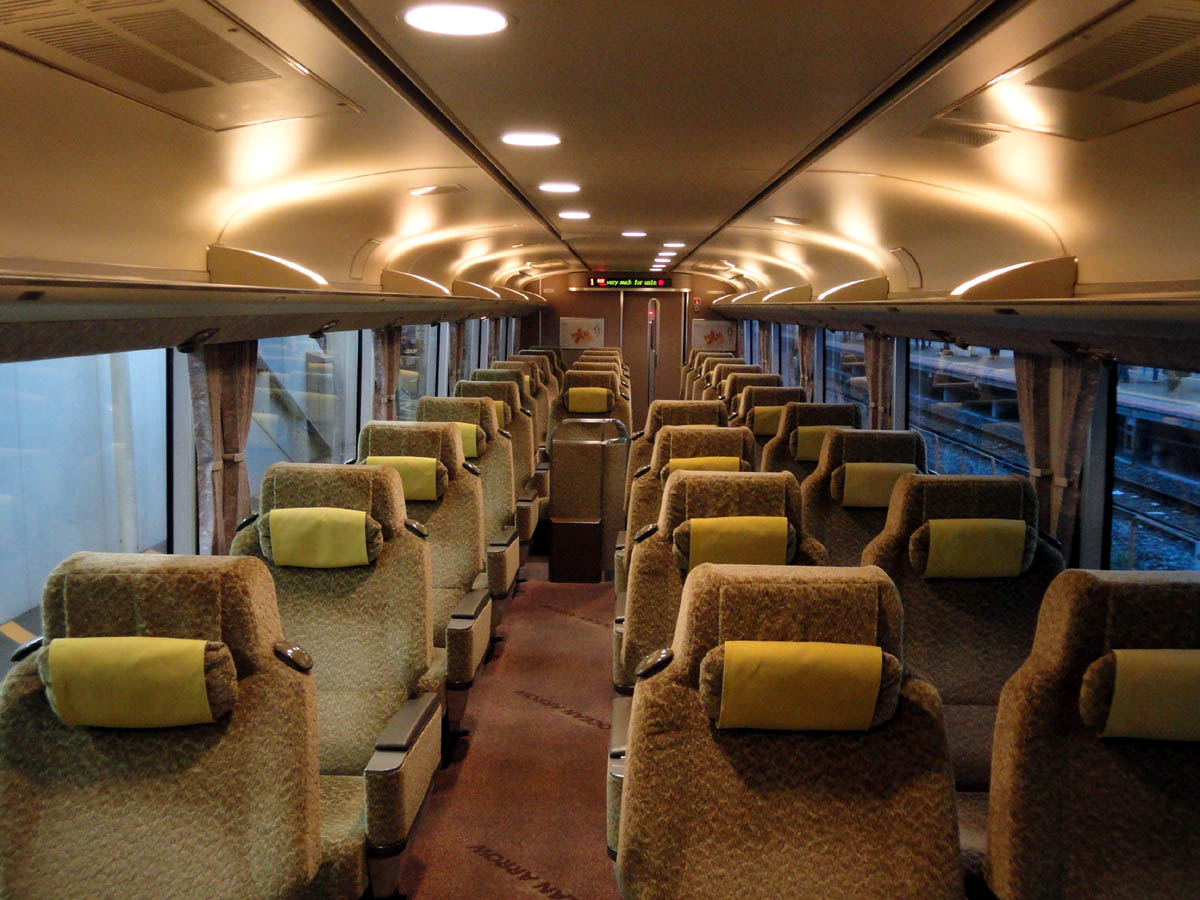
グリーン車
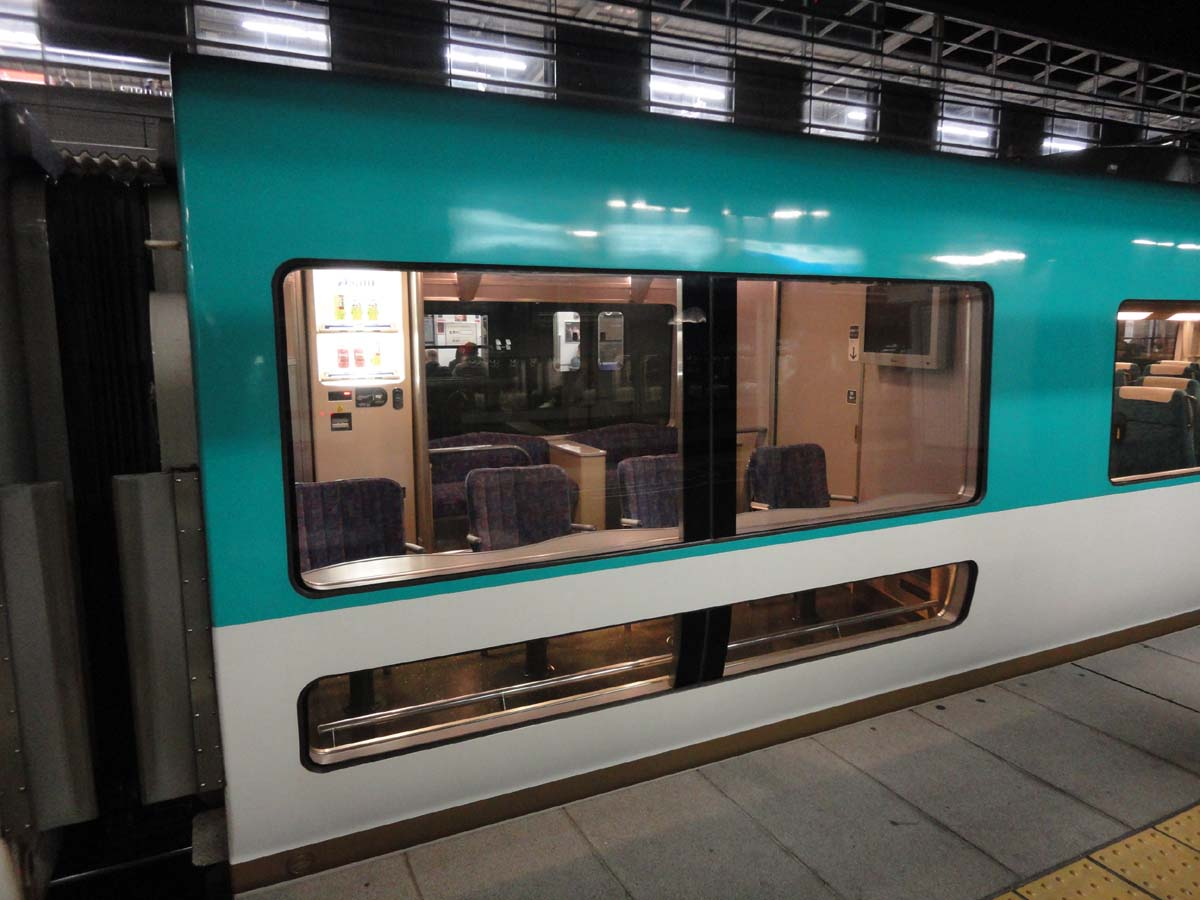
展望ラウンジ
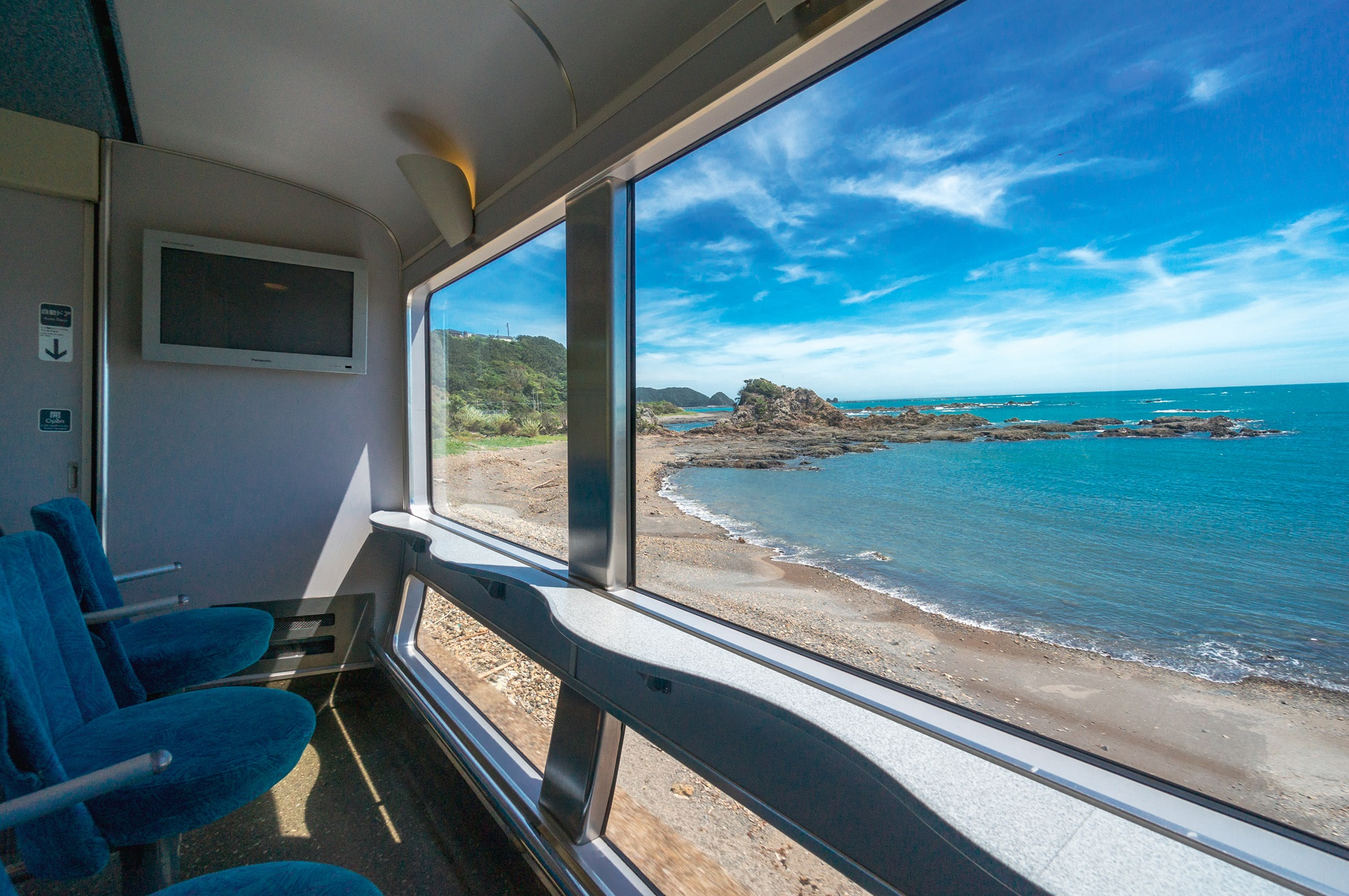
展望ラウンジからの眺め

## 形式・編成

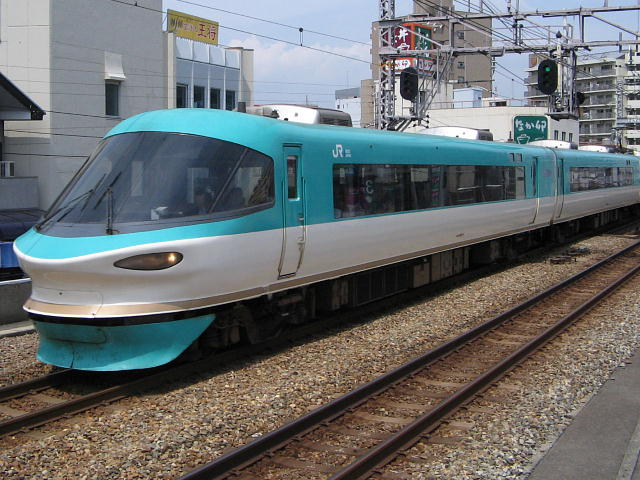
モハ283形（M）
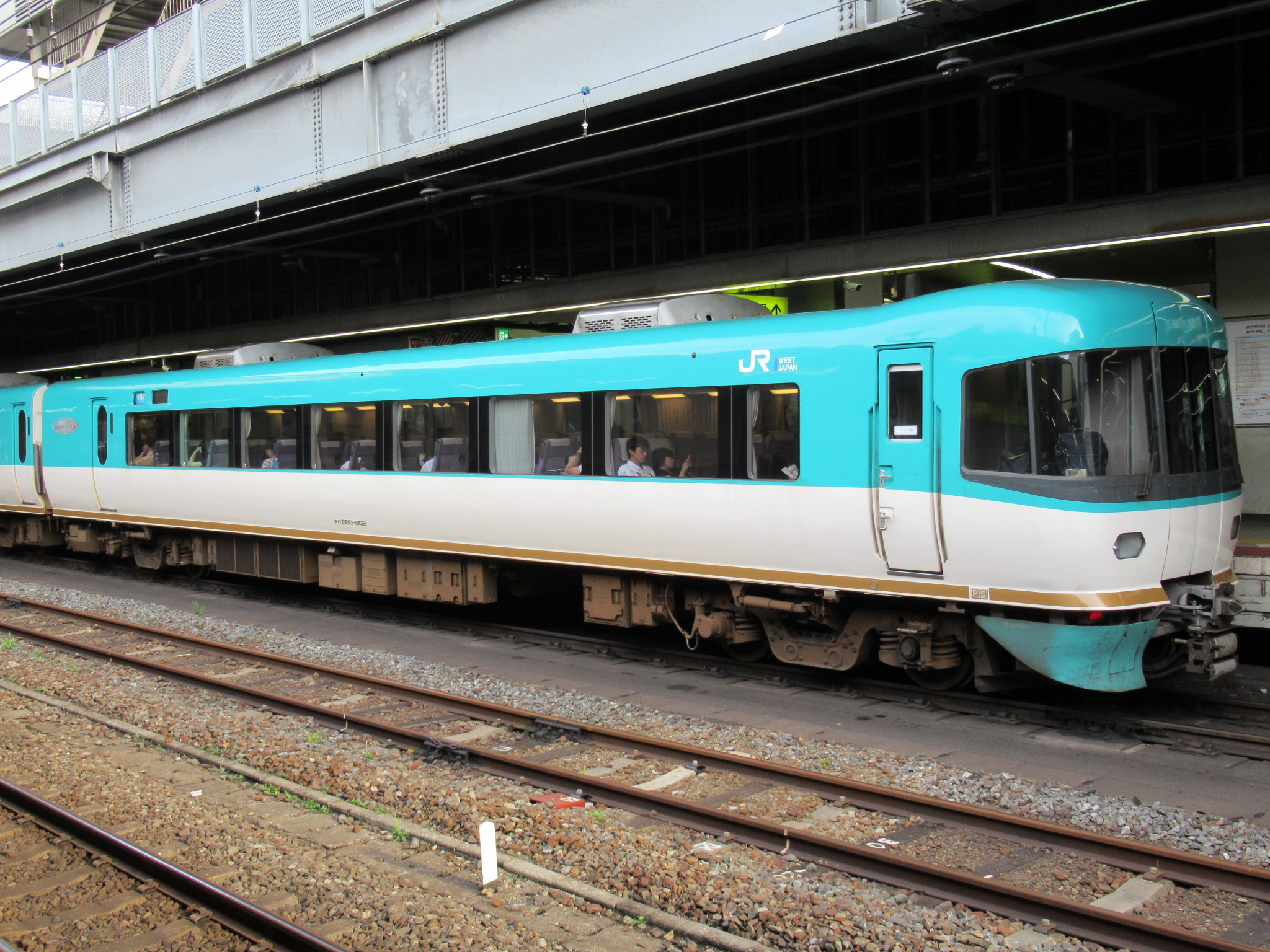
クハ283形

普通席を備える中間電動車。車両制御装置、集電装置（新宮方）などを搭載する。
- 0番台

乗降扉が2か所設置されている。定員72名。席の色は基本編成がブルー、付属編成がパープル。
- 200番台

車販準備室が設置されている。定員68名。席の色はパープル。
- 300番台

ラウンジ・自動販売機（ラウンジ内）が設置されている。定員64名。席の色はブルー（ラウンジはパープル）。
- クロ283形（Tsc）
  - 0番台

グリーン席を備える奇数向き（新大阪・京都方）非貫通型制御付随車。運転台、便所・洗面所、自動販売機が設置されている。定員32名。
- クロ282形（Tsc'）
  - 0番台

グリーン席を備える偶数向き（新宮方）の非貫通型制御付随車。運転台、便所・洗面所、公衆電話が設置されている。定員32名。
- クハ283形（Tc）
  - 500番台

普通席を備える奇数向き（新大阪・京都方）の貫通型制御付随車。運転台、便所・洗面所・自動販売機が設置されている。定員60名。席の色は基本編成がパープル、付属編成がブルー。
- クハ282形（Tc'）

普通席を備える偶数向き（新宮方）の貫通型制御付随車。電動空気圧縮機などを搭載する。
- 500番台

運転台、便所・洗面所・公衆電話が設置されている。定員60名。席の色はブルー。
- 700番台

運転台、便所・洗面所・公衆電話・多目的室・車椅子対応設備が設置されている。定員50名。席の色はブルー。
- サハ283形（T）

普通席を備える中間付随車。空気圧縮機などを搭載する。
- 0番台

便所・洗面所・荷物スペースが設置されている。定員68名。席の色はパープル。
- 200番台

便所・洗面所・車掌室・業務用室・公衆電話・多目的室・車椅子対応設備が設置されている。定員46名。席の色はパープル。
- クロ282形
- クハ283形

| ← 京都新宮 → | ← 京都新宮 →         | ← 京都新宮 →          | ← 京都新宮 →         | ← 京都新宮 →           | ← 京都新宮 →        | ← 京都新宮 →         |
| ------------ | -------------------- | --------------------- | -------------------- | ---------------------- | ------------------- | -------------------- |
| 形式         | クハ283 -#500 （Tc） | ＞ モハ283 -#0 （M）  | サハ283 -#200 （T）  | ＞ モハ283 -#300 （M） | サハ283 -#0 （T）   | クロ282 -#0 （Tsc'） |
| 定員         | 60                   | 72                    | 46                   | 64                     | 68                  | 32                   |
| 形式         | クロ283 -1 （Tsc）   | ＞ モハ283 -201 （M） | クハ282 -701 （Tc'） |                        |                     |                      |
| 形式         |                      |                       |                      | クハ283 -503 （Tc）    | ＞ モハ283 -3 （M） | クハ282 -501 （Tc'） |
| 定員         | 32                   | 68                    | 50                   | 60                     | 72                  | 60                   |

### 編成表
2024年（令和6年）4月1日現在
凡例
- 近車：近畿車輌
- 川重：川崎重工業（現：川崎車両）
- 日立：日立製作所

| ← 京都新宮 → | ← 京都新宮 → | ← 京都新宮 → | ← 京都新宮 → | ← 京都新宮 → | ← 京都新宮 → | ← 京都新宮 → | ← 京都新宮 →        | ← 京都新宮 → |
| ------------ | ------------ | ------------ | ------------ | ------------ | ------------ | ------------ | ------------------- | ------------ |
| 編成 番号    | クハ 283     | モハ 283     | サハ 283     | モハ 283     | サハ 283     | クロ 282     | 落成日              | 備考         |
| HB601        | 501          | 1            | 201          | 301          | 1            | 1            | 1996/07/10 （近車） |              |
| HB602        | 502          | 2            | 202          | 302          | 2            | 2            | 1996/07/17 （日立） |              |
| 編成 番号    | クロ 283     | モハ 283     | クハ 282     | クハ 283     | モハ 283     | クハ 282     | 落成日              | 備考         |
| HB631        | 1            | 201          | 701          |              |              |              | 1996/07/15 （近車） |              |
| HB632        |              |              |              | 503          | 3            | 501          | 1996/07/14 （川重） |              |

## 運用
1996年（平成8年）7月31日に特急「スーパーくろしお（オーシャンアロー）」として営業運転を開始し、1997年3月8日のダイヤ改正から「オーシャンアロー」として、京都駅・新大阪駅 - 新宮駅間で運用された。通常は基本編成の6両で、多客期にはこれに付属編成を1本連結した9両編成での運転となっている。また検査時などまれに付属編成を2本連結した6両編成で運転する場合がある。また、各線のダイヤ乱れの影響により、急遽「くろしお」「スーパーくろしお」として本系列が運用される場合があり、「オーシャンアロー」に381系を充当し運用する場合があった。
2012年（平成24年）3月17日のダイヤ改正で「くろしお」「スーパーくろしお」「オーシャンアロー」は全て「くろしお」に統一され、同日より「くろしお」として運用されている。9両編成で運転する場合貫通型先頭車同士が向き合うが、6号車と7号車の通り抜けはできない。
2024年（令和6年）4月1日現在、6両編成×2本（計12両）と3両編成×2本（計6両）の計18両が吹田総合車両所日根野支所（旧：日根野電車区）に所属している。

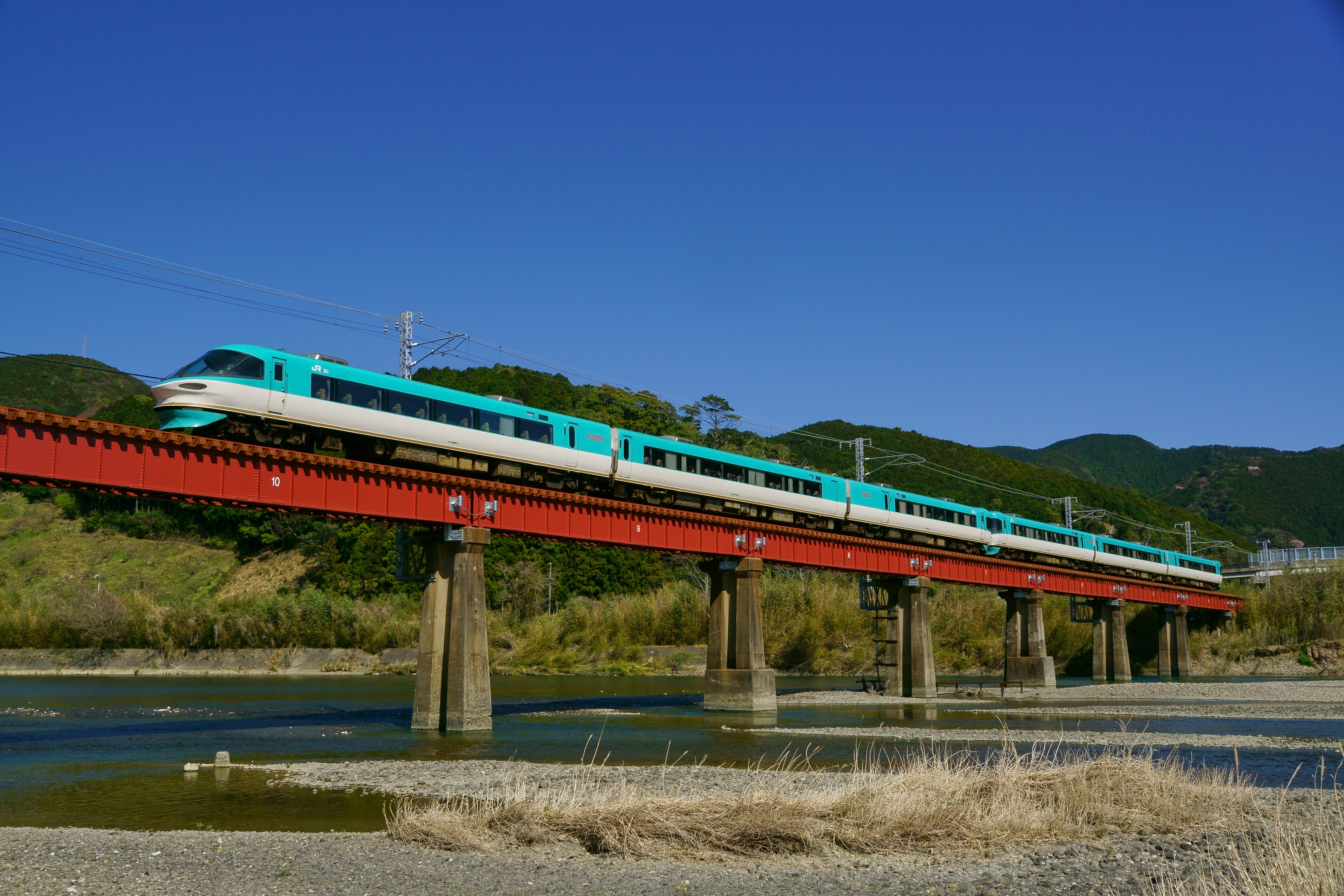
日置川橋梁を渡る283系特急「くろしお」 （2016年3月22日）
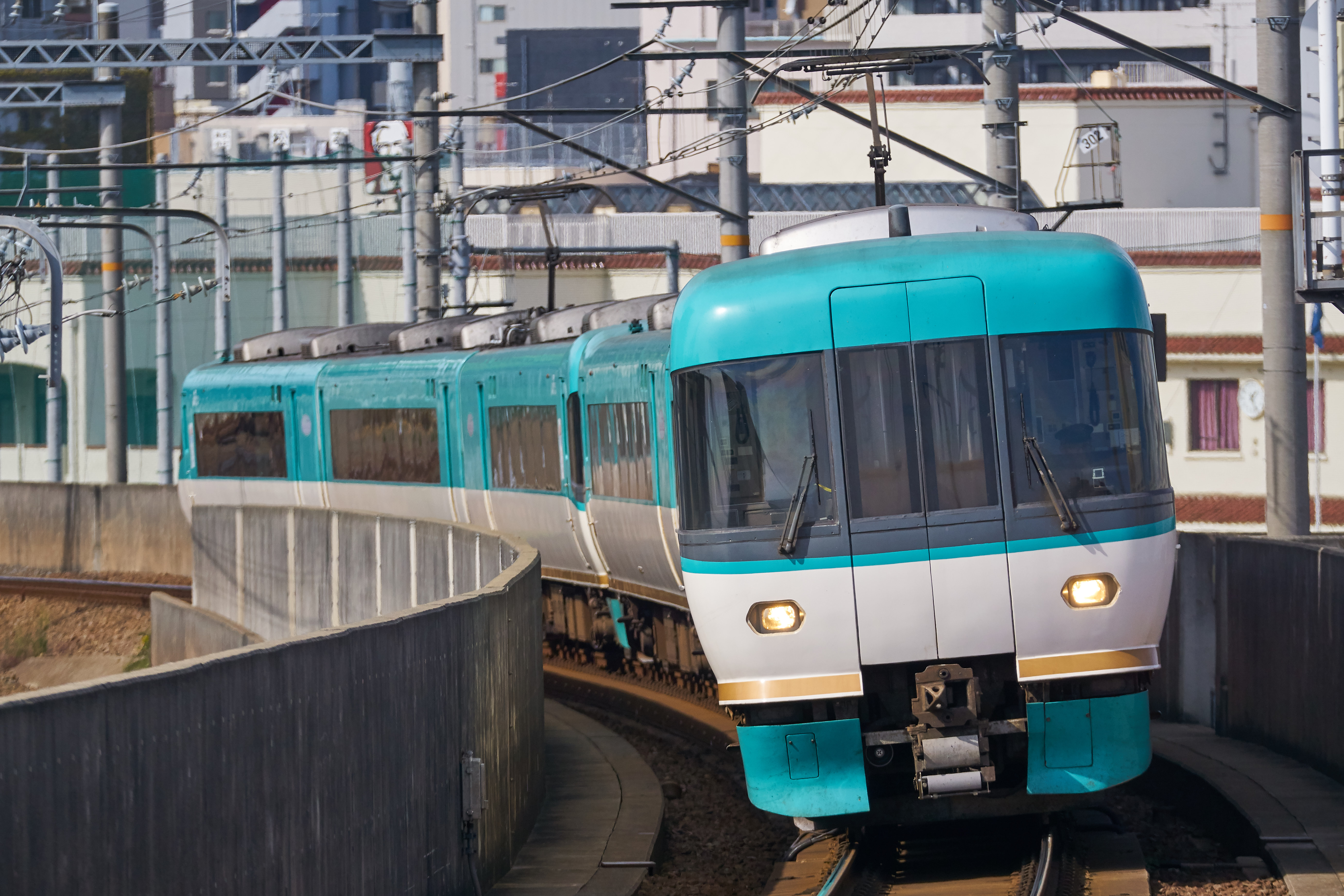
付属編成を2本連結した運用。 貫通型先頭車が新宮方を向く。